# The Brand New Monty Python Bok
The Brand New Monty Python Bok è il secondo libro pubblicato dal gruppo comico britannico Monty Python nel 1973. L'edizione fu curata da Eric Idle, e conteneva più materiale comico del libro precedente, Monty Python's Big Red Book.
Il titolo della falsa copertina è Tits 'n Bums, che si proponeva di essere una rivista ecclesiastica con articoli come "Sei ancora sagrestano?". La foto di sfondo per la "rivista", invece, consisteva di parecchie donne nude intrecciate.
Il libro contiene una fusione di materiali comici derivati dagli sketch del Monty Python's Flying Circus.
Il contenuto della prima edizione è il seguente:
- Tits 'n Bums: A Weekly Look at Church Architecture
- What People Have Said About The Brand New Monty Python Bok
- What Other People Have Said About The Brand New Monty Python Bok
- Ferdean School Library Check-out History
- Safety Introductions
- The Old Story Teller
- Biggles
- Page 6: Film Rights Still Aviable
- Llap-Goch Advertisement
- Edward Woodward's Fish Page
- The Python Book of Etiquette
- Famous First Drafts
- Advertisements/My Garden Poem
- A Puzzle
- The Bigot Newsletter
- The London Casebook of Detective Rene Descartes
- Wallpapers
- 16 Magazines
- Summer Madness
- Masturbation: The Difficult One
- Coming Soon: Page 71!
- Python Panel
- The Adventures of Walter the Wallabee
- Mr. April (I've Got Two Legs)
- Competition Time
- World Record Attempt
- World Record Results/Invitations
- The Oxford Simplified Dictionary
- Drwing Hands
- Film Review: Sam Peckinpah's "Salad Days
- Rat Recipes
- Rat Menu
- Overland to the World
- This Page is in Colour
- Contents
- African Notebook: "A Lucky Escape"
- Hot to...
- Only 15 Pages to Page 71
- Norman Henderson's Diary
- Sex-Craft
- How to Take Your Appendix Out on the Piccadilly Line
- Join the Dots
- Directory
- The British Apathy League
- Let's Talk About the Bottoms
- Advertisements/Hobbies
- Page 71
- Reviews of Page 71
- Through the Looking Glass
- The Hackenthorpe Book of Lies
- Fairy Tale
- Ferndean School Report
- The Stratton Indicator
- Play Cheese Shop
- The Official Medallic Commemoration of the History of Mankind
- Anagrams
- Your Stars
- Hamsters: A Warning
- Teach Yourself Surgery
- The Author's Friend by Michael Palin, Age 8